# Rockglen
Rockglen är en ort i Kanada.   Den ligger i provinsen Saskatchewan, i den södra delen av landet, 2 300 km väster om huvudstaden Ottawa. Rockglen ligger 835 meter över havet och antalet invånare är 400.
Terrängen runt Rockglen är platt. Trakten runt Rockglen är nära nog obefolkad, med mindre än två invånare per kvadratkilometer.. Det finns inga andra samhällen i närheten.
Trakten runt Rockglen består till största delen av jordbruksmark.